# Municipio de Odolanów
Odolanów es un municipio (gmina) urbano-rural en el distrito de Ostrów Wielkopolski, voivodato de Gran Polonia, en el centro-oeste de Polonia. Su sede es la ciudad de Odolanów, que se encuentra aproximadamente a 10 kilómetros al sur de Ostrów Wielkopolski y a 106 kilómetros al sureste de la capital regional Poznań.
El municipio cubre una superficie de 136,03 km² y en 2006 su población era de 13 867 habitantes (la población de la ciudad de Odolanów asciende a 4960 y la de la zona rural a 8907). Incluye una parte de área protegida llamada Parque protegido del valle del río Barycz.

## Localidades que la integran
Aparte de la ciudad de Odolanów, el municipio de Odolanów incluye los siguientes pueblos y aldeas: Baby, Biadaszki, Boników, Garki, Gliśnica, Gorzyce Małe, Grochowiska, Huta, Kaczory, Kuroch, Lipiny, Nabyszyce, Nadstawki, Papiernia, Raczyce, Świeca, Tarchały Małe, Tarchały Wielkie, Trzcieliny, Uciechów, Wierzbno y Wisławka.

## Municipios contiguos
El municipio de Odolanów está rodeado por la ciudad de Sulmierzyce y por los municipios de Milicz, Ostrów Wielkopolski, Przygodzice y Sośnie.